# Клокочевци
Клокочевци су насељено место у саставу општине Ђурђеновац у Осјечко-барањској жупанији, Република Хрватска.

## Историја
До територијалне реорганизације у Хрватској налазили су се у саставу старе општине Нашице.

## Становништво
На попису становништва 2011. године, Клокочевци су имали 428 становника.

## Попис1991.
На попису становништва 1991. године, насељено место Клокочевци је имало 527 становника, следећег националног састава:
| Попис 1991.‍ | Попис 1991.‍ | Попис 1991.‍ | Попис 1991.‍ | Попис 1991.‍ |
| ----------- | ----------- | ----------- | ----------- | ----------- |
|             |             |             |             |             |
| Хрвати      | Хрвати      |             | 504         | 95,63%      |
| Југословени | Југословени |             | 5           | 0,94%       |
| Мађари      | Мађари      |             | 2           | 0,37%       |
| Срби        | Срби        |             | 2           | 0,37%       |
| Црногорци   | Црногорци   |             | 1           | 0,18%       |
| непознато   | непознато   |             | 13          | 2,46%       |
| укупно: 527 |             |             |             |             |